# Museo Canario

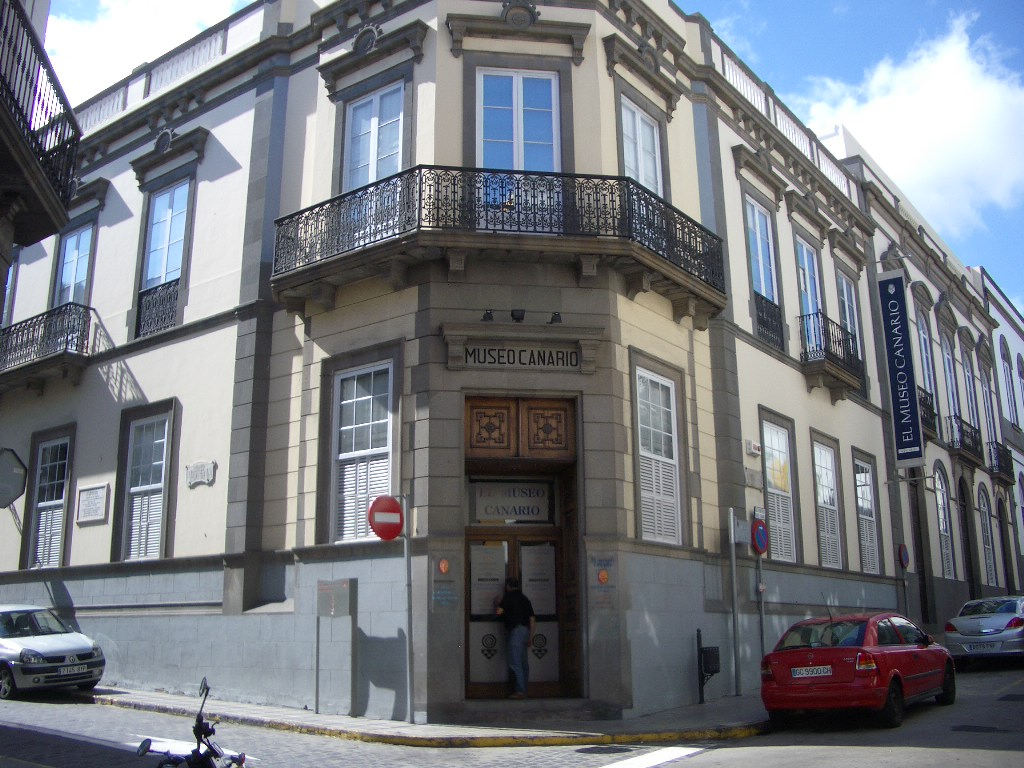
"Museo Canario" in Las Palmas de Gran Canaria

Das Museo Canario ist ein archäologisches Museum in Las Palmas auf der spanischen Insel Gran Canaria.

## Geschichte und Beschreibung
Das 1879 auf Initiative von Gregorio Chil y Naranjo gegründete Museo Canario zeigt eine ständige Ausstellung über die ursprüngliche Bevölkerung der Kanarischen Inseln.  Der Großteil der vollständig erhaltenen Objekte und Fragmente stammt von Gran Canaria, etliche auch von den anderen Inseln. Darunter sind keramische Gefäße, Idole wie das Ídolo de Tara und mehr als 200 Pintaderas (Stempel). Dazu kommen Stein- und Knochenwerkzeuge, Kleidung aus Fell und pflanzlichen Fasern, pflanzliche und tierische Produkte, letztere auch aus Mollusken.